# Föhr
Föhr (fryz. Feer, duń. Før) – jedna z Wysp Północnofryzyjskich przy niemieckim wybrzeżu Morza Północnego.
Administracyjnie należy do powiatu Nordfriesland w kraju związkowym Szlezwik-Holsztyn. Wyspa ma powierzchnię 82,82 km², a zamieszkuje ją około 8,5 tys. mieszkańców. Ludność wyspy zajmuje się rybołówstwem oraz hodowlą bydła. Jest to największa z niemieckich wysp nieosiągalnych samochodem ani koleją.
Największym miastem wyspy jest Wyk auf Föhr położony na jej wschodnim wybrzeżu. Ponadto na wyspie znajduje się 16 niewielkich miejscowości, trzy z nich z zabytkowymi kościołami z XII i XIII w. Miejscowa ludność używa, oprócz języka niemieckiego, także lokalnej odmiany fryzyjskiego, zwanej Föhring lub Fering.
Na wyspę można się dostać promem samochodowym, kursującym między położonym na stałym lądzie portem Dagebüll a miasteczkiem Wyk auf Föhr.